# Selfoss (Wasserfall)
Der Selfoss ist ein Wasserfall im Norden Islands. Er hat nichts mit der gleichnamigen Stadt im Süden zwischen Hveragerði und Hella zu tun.

## Lage am Jökulsá á Fjöllum
Das Wasser der Jökulsá á Fjöllum stürzt zuerst über den Selfoss 10 m in die Tiefe und nach etwa einem Kilometer über den 45 m hohen Dettifoss. Als dritter Wasserfall folgt der 27 m hohe Hafragilsfoss einige hundert Meter flussabwärts. Schließlich durchströmt der Fluss den Jökulsárgljúfur-Nationalpark, der seit 2008 zum  Vatnajökull-Nationalpark gehört, und fließt an der Ásbyrgi-Schlucht vorbei. Seit 1996 steht dieser Wasserfall, wie die beiden anderen, unter Naturschutz.
Selfoss und Dettifoss können auf der Westseite über eine neue Asphaltstraße (Dettifossvegur, Straße 862) sowie auf der Ostseite über eine ältere Schotterstraße (Hólsfjallavegur, Straße 864) erreicht werden. Der Wasserfall liegt wie auch der Dettifoss am Demantshringurinn (etwa diamantene Rundfahrt), einer bekannten Touristenroute um Húsavík und den See Mývatn in Nord-Island.

## Siehe auch

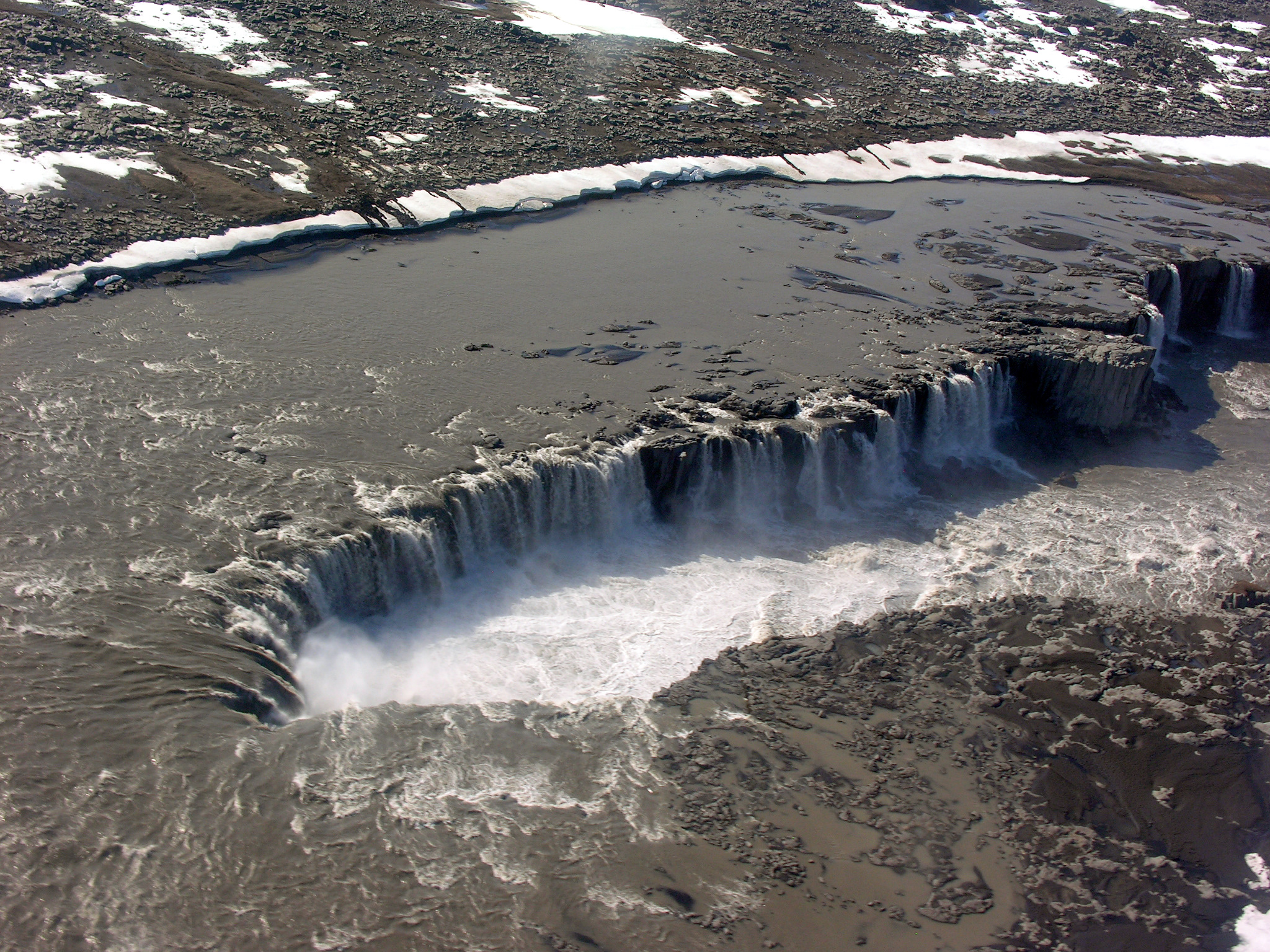
Luftbild des Selfoss